# Ferecide di Lero
Ferecide di Lero ([[Lero]], ... – dopo il 477 a.C.) è stato uno storico greco antico.

## Biografia
Vissuto poco prima della 75ª Olimpiade, il lessico Suida lo ricorda tra i logografi.
Sempre Suda gli attribuisce tre opere di antichità: Su Lero (Περὶ Λέρου), Su Ifigenia (Περὶ Ἰφιγενείας) ed il trattato Sulle feste di Dioniso (Περὶ τῶν Διονύσου ἑορτῶν).
Secondo molti storici di scuola anglosassone, sarebbe da identificare con il mitografo Ferecide di Atene. 